# Винник, Анатолий Иванович
Анатолий Иванович Виник (9 сентября 1937, Остров Путятина — 16 июня 2017, Ульяновск) — советский тренер по классической борьбе, Заслуженный тренер СССР (1976).

## Биография
Родился в 1937 году на острове Путятина. Во время Великой Отечественной войны погибли его родители. Он с братом Александром оказался в разрушенном Ростове-на-Дону.
В 1952 году, учась в Ленинграде в техникуме трудовых резервов в группе борцов и боксёров, увлекся классической борьбой. В 1958 году выполнил норматив мастера спорта СССР. В 1960 году перешёл на тренерскую работу.
Вместе с командой Винник приехал на показательные выступления в честь 90-летия Ленина в Ульяновск. Председатель местного спорткомитета Феликс Козловский предложил ему перебраться в Ульяновск и помог получить направление в этот город.

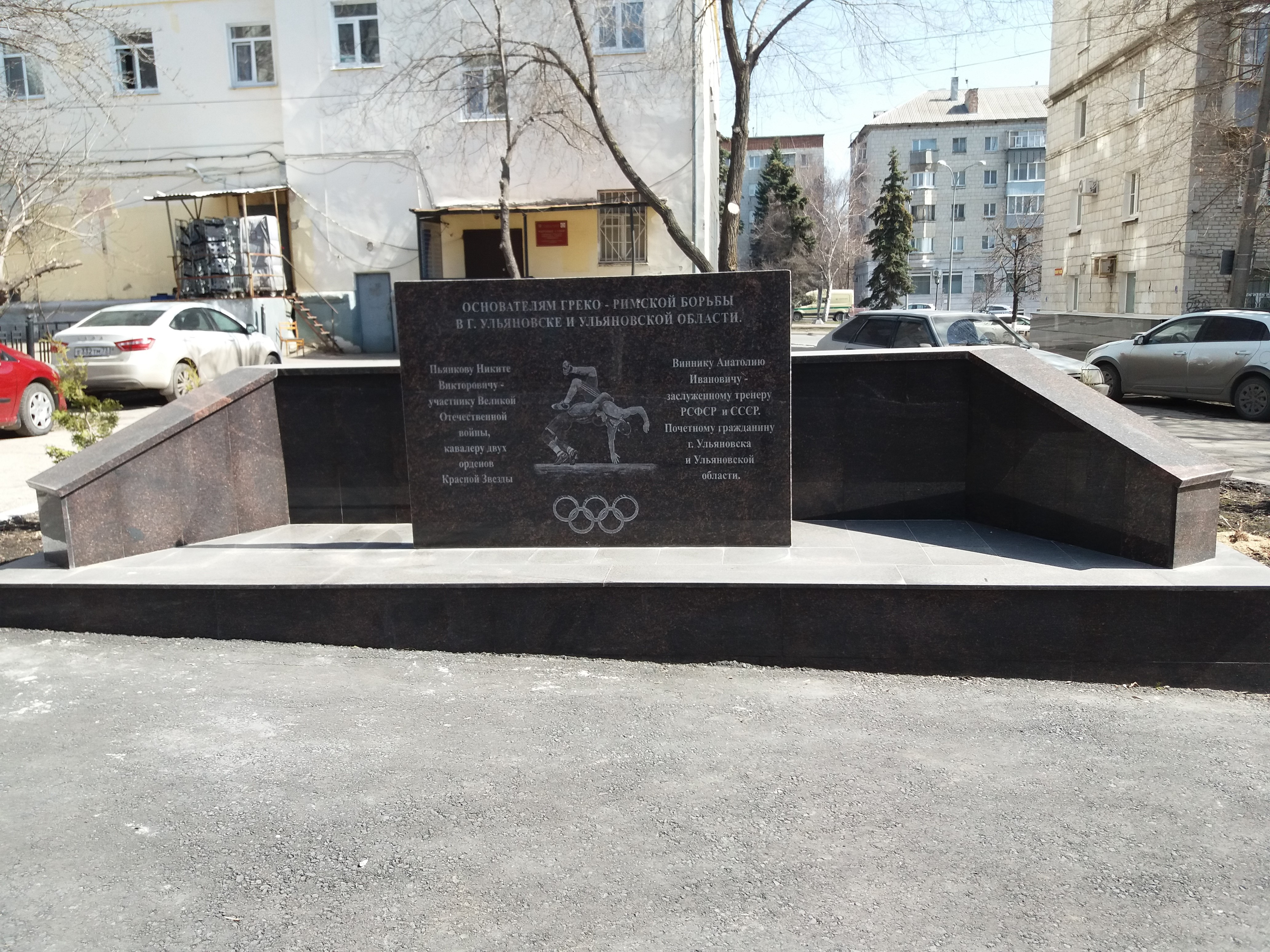
Памятник Анатолию Виннику и Никите Пьянкову.

Подготовил более 30 мастеров спорта, среди которых чемпионы СССР, Европы, мира и олимпийских игр. Виннику присвоены спортивные звания «Заслуженный тренер РСФСР» и «Заслуженный тренер СССР». Награждён орденами «Знак Почёта» (1976), Трудового Красного Знамени (1983), Орден Почёта. Почётный гражданин города Ульяновска (1998).
15 июня 2017 года, после продолжительной болезни, скончался в областной больнице Ульяновска.

## Известные воспитанники
- Безручкин, Александр Николаевич — чемпион России, Европы и мира, Заслуженный мастер спорта России.
- Гулиев, Зафар Сафар оглы (1972) — 3-кратный чемпион Европы, призёр чемпионата мира и Олимпийских игр.
- Давыдов, Евгений Владимирович — чемпион СССР, мастер спорта СССР международного класса.

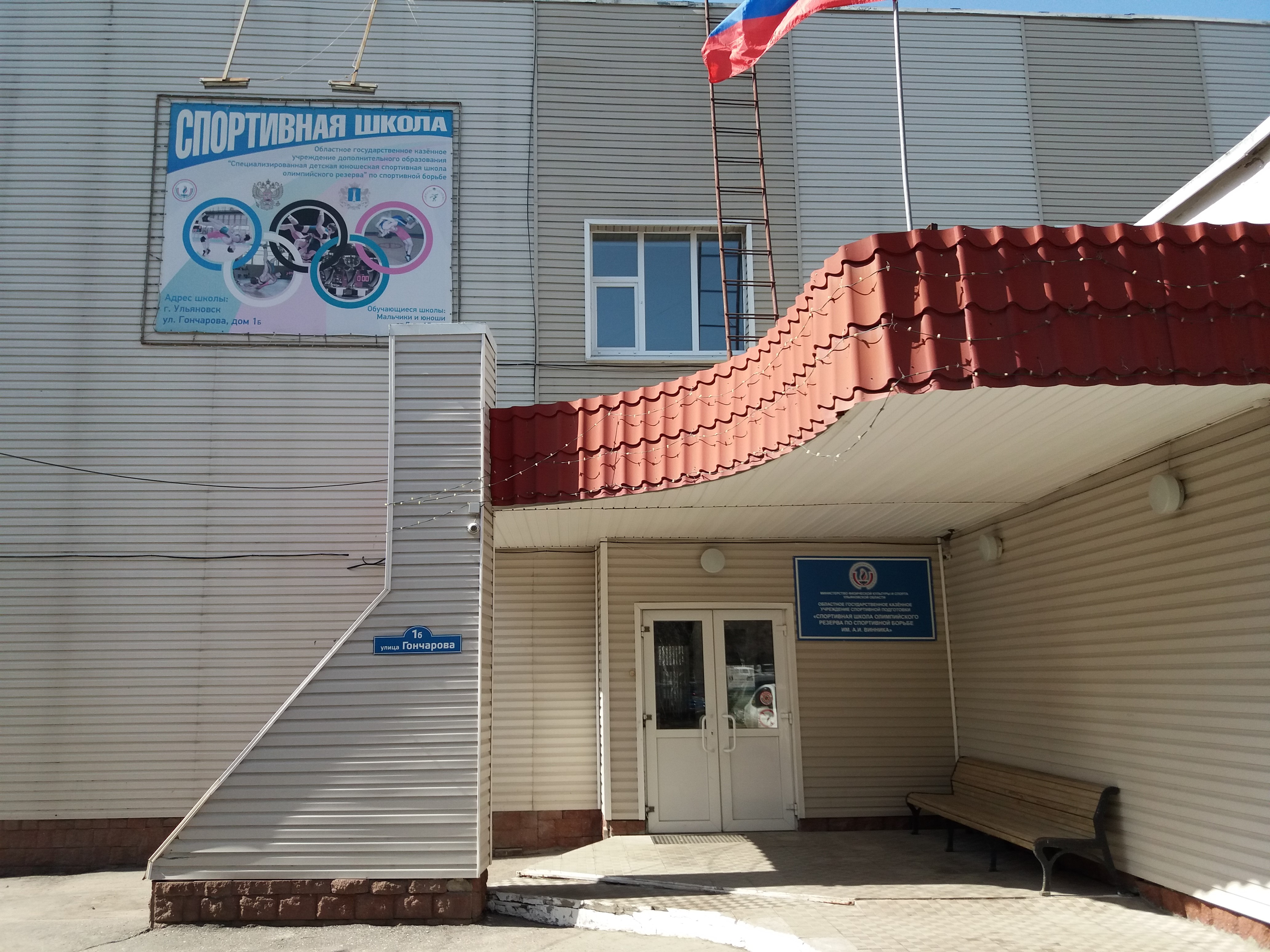
Спортивная школа борьбы им. А. И. Винника.

- Спортивная школа борьбы им. А. И. Винника.Иньков, Николай Иванович (1951) — чемпион и призёр чемпионатов Европы.
- Константинов, Виталий Викторович (1949) — чемпион СССР, Европы, мира и Олимпийских игр, Заслуженный мастер спорта СССР.
- Кюрегян, Артём Саркисович (1976) — призёр чемпионатов России, Европы и Олимпийских игр.
- Потапов, Павел Викторович — чемпион и призёр чемпионатов СССР и Европы.
- Соколов, Юрий Александрович (1948) — призёр чемпионатов СССР и Европы, мастер спорта СССР международного класса.
- Тазетдинов, Минсеит Тимергалиевич (1960) — чемпион СССР и Европы, призёр чемпионата мира.
- призёры чемпионатов СССР А. Зобков, А. Вразовский.

## Память
- 13 сентября 2020 года в Ульяновске был торжественно открыт памятник Анатолию Виннику[5].
- С 2017 года Школа олимпийского резерва по спортивной борьбе носит его имя[6].